# Посников, Захар Николаевич
Захар Николаевич Посников (17 (28) марта 1765 — 8 (20) декабря 1833) — сенатор, тайный советник.

## Биография
Происходил из обер-офицерских детей; отец — Николай Васильевич Посников был женат на Федосье Степановне Карнович. Поступил 5 ноября 1775 года копиистом в Полоцкую пограничную комиссию; 27 августа 1780 года был произведён в канцеляристы; 22-го февраля 1781 года переведён в Полоцкое наместническое правление зауряд-переводчиком; 9 сентября 1782 года был назначен коллежским протоколистом, а 12 октября 1784 года определён в Санкт-Петербургскую портовую таможню — на секретарскую должность. Имеется свидетельство А. Н. Радищева, который тоже служил в таможне, что в январе 1787 года Посников по неосторожности проиграл в карты часть казённых денег и, боясь суда, скрылся; при посредничестве Радищева был прощён директором Петербургской таможни Г. Ю. Далем и вернулся из Польши в Россию; стал личным секретарём и управляющим имением Андреевское у А. Р. Воронцова.
Произведённый в надворные советники, 24 мая 1801 года он был назначен к исправлению дел при тайном советнике Д. П. Трощинском; 21 июля 1802 года был назначен помощником экспедитора в канцелярию Государственного Совета; 21-го мая 1803 года причислен к Коллегии Иностранных дел. После смерти А. Р. Воронцова занимался, как его душеприказчик, разбором бумаг канцлера.
В статские советники произведён 1 марта 1806 года и, спустя 6 недель, 15-го апреля был назначен за обер-прокурорский стол в 7-й департамент Сената. В 1810 году, 6 марта, стал обер-прокурором I-го отделения 3-го департамента; 13 декабря 1810 года — обер-прокурором I-го отделения; 2 сентября 1817 года — обер-прокурором Общего собрания Московских департаментов.
Был награждён 21 июля 1813 года орденом Св. Анны 1-й степени.
При производстве в тайные советники 4 ноября 1819 года он был назначен сенатором, а через месяц, 5 декабря, присутствующим в I-м отделении 6-го департамента Сената. Из Московских в Санкт-Петербургские департаменты Сената был переведён 14 января 1830 года; 18 февраля ему было повелено присутствовать в I-м Отделении 3-го департамента.
Постников, которого Жихарев называл «умным циником», скончался в 1833 году и был похоронен на Тихвинском кладбище Александро-Невской Лавры.
Был женат на Марии Ивановне Архаровой (1784—1834), дочери московского военного губернатора И. П. Архарова от первого брака с Щепотьевой. По отзыву современников была женщина большого ума и высокой добродетели. Скончалась в Петербурге в 1834 году. Её племянник В. А. Соллогуб вспоминал, что З. Н. Посников:

был тучный, плохо выбритый, с отвислой губой, чиновник, кажется, из малороссиян, слыл законником и докой, но в обращении был циник, и грубоват, так что за обедом снимал иногда с головы накладку и в виде шутки кидал её на пол. Жена его, Марья Ивановна, отличалась необыкновенно плоским и широким лицом, большою живостью, и классическою начитанностью <…> Жизнь свою она посвятила воспитанию и обожанию своего единственного сына, Ивана Захаровича <…> В большой зале их московского, на Смоленском рынке, дома стоял театр марионеток, изображавший для наглядного обучения важнейшие мифологические и исторические события
— Соллогуб В. А. Воспоминания

## Источник
- Ефимович И. Посников, Захар Николаевич // Русский биографический словарь : в 25 томах. — СПб.—М., 1896—1918.